# نادي دي إي دي لكرة السلة
نادي دي إي دي لكرة السلة (بالهولندية: DED Amsterdam) هو فريق كرة سلة هولندي تأسس في سنة 1909 يقع مقره في أمستردام.

## الإنجازات
الدوري الهولندي لكرة السلة
- الفوز (8): 1946، 1947، 1950، 1952، 1953، 1954، 1956، 1958

## وصلات خارجية
- الموقع الرسمي